# Culture de Stentinello
Objets typiques
Céramique à décor géométrique,
Lames en silex ou en obsidienne

L'Europe au Néolithique tardif.

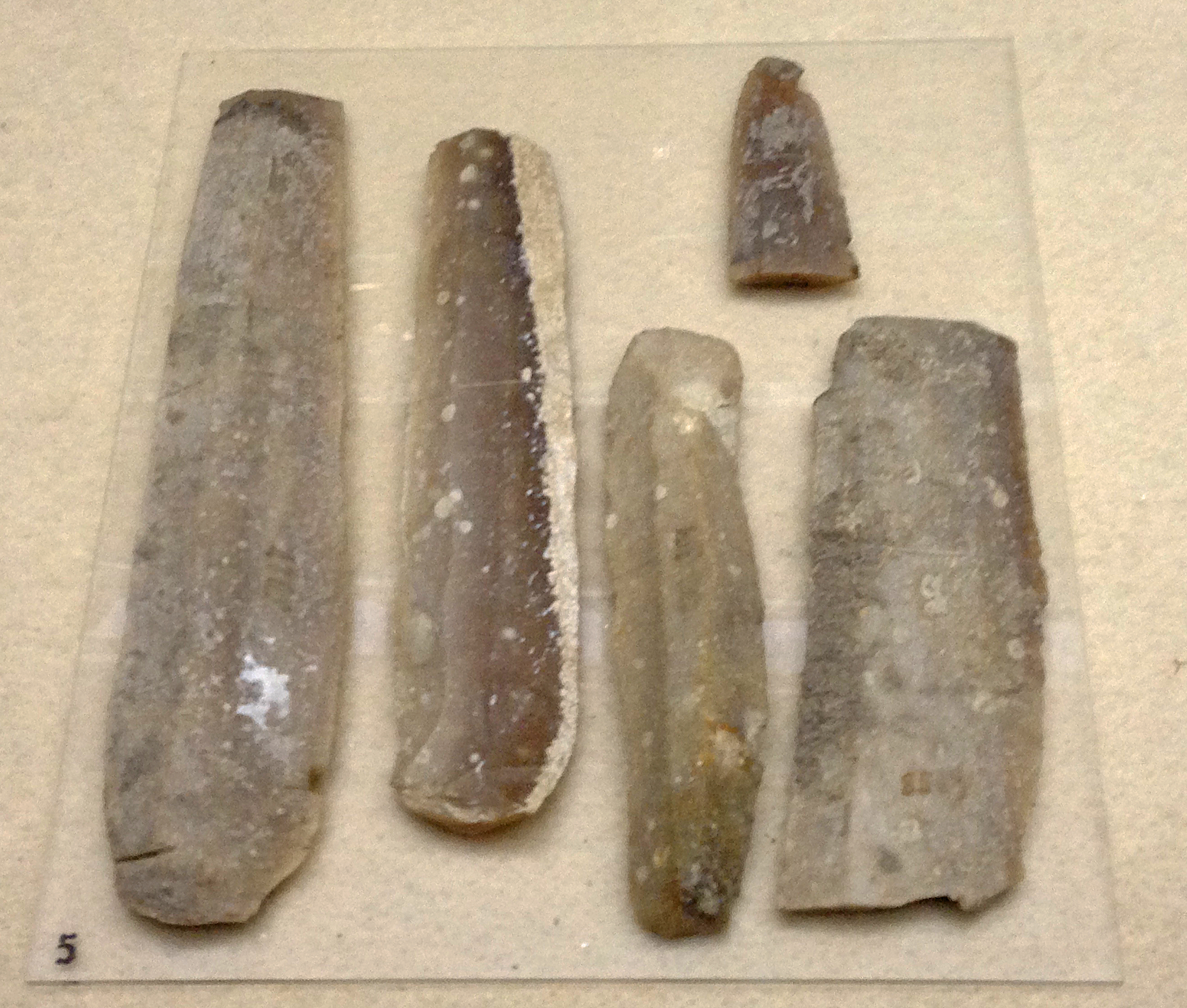
Fragments de lames en roche taillée

La culture de Stentinello est une culture archéologique du Néolithique italien ancien, qui s'est développée en Sicile et en Calabre à partir du milieu du VIe millénaire av. J.-C.

## Historique
Cette culture tire son nom du site de Stentinello, près de Syracuse, dans le sud-est de la Sicile. Ce village préhistorique a été fouillé partiellement à la fin du XIXe siècle par l'archéologue Paolo Orsi. De nouvelles recherches y ont été menées au début du XXe siècle et dans les années 1960,.

## Extension géographique
À l'image de la plupart des autres cultures de cette période, la culture de Stentinello est définie essentiellement par les formes et les décors de la céramique qui apparait dans de nombreux sites en Sicile, dans le centre et le sud de la Calabre, dans les îles Éoliennes, et même jusqu'à Malte.

## Chronologie
La culture de Stentinello est l'une des nombreuses cultures issues de la culture de la céramique imprimée, qui marque dans ces régions les débuts du Néolithique.
Les sites les plus anciens dans lesquels on la trouve sont datés du milieu du VIe millénaire av. J.-C.. La datation des sites les plus récents est encore incertaine en raison de possibles mélanges stratigraphiques. La continuation de cette culture jusqu'à la fin du Ve millénaire av. J.-C. est donc pour une large part conjecturale.

## Mode de subsistance
La population de la culture de Stentinello vivait essentiellement d'agriculture et d'élevage. Les moutons et les chèvres semblent avoir été les espèces domestiques dominantes.

## Habitat
Les villages sont concentrés dans les régions favorables à l'agriculture. Plusieurs sont entourés de fossés circulaires, notamment dans la région de Syracuse. À Stentinello, ce fossé entoure une aire de 253 × 237 m, mesure entre 1,4 et 3 m de profondeur et entre 1,5 et 3,6 m de large.

## Sépultures
Les pratiques funéraires de la culture de Stentinello sont mal connues. À ce jour, seule une tombe attribuable à cette dernière a été fouillée. Il s'agit d'une fosse en pleine terre, découverte et étudiée dans les années 1920, située à Calaforno, dans la commune de Monterosso Almo, dans la région de Raguse.

## Productions matérielles

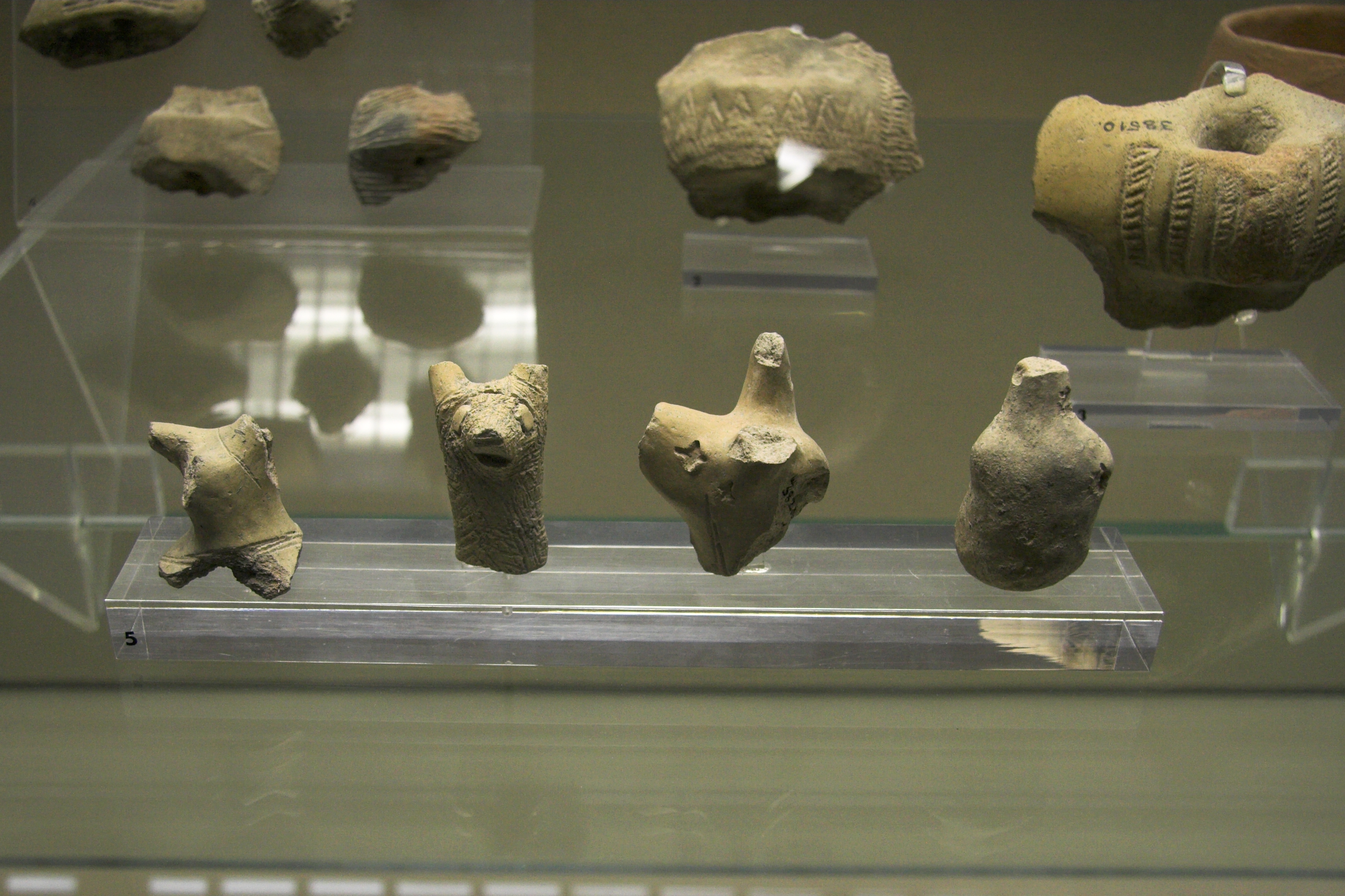
Fragements d'idoles

### Céramique
La céramique de Stentinello est le plus souvent de très grande qualité. Les jarres, les marmites, les tasses, les écuelles à lèvre rentrante et les bouteilles sont les formes les plus fréquentes, réalisées sans tour de potier. Les poteries comportent souvent des anses surmontées de têtes animales. Les décors, très variés, forment des bandes ou des zones géométriques constituées de zigzags, de petits cercles, de taches, de flammes ou de pointillés. Ces décors sont incisés dans la pâte avant la cuisson. Après cette dernière, ils sont très fréquemment remplis de pâte blanche, donnant à cette poterie un aspect polychrome, initialement en bichromie avec des bandes rouges sur fond brun, puis, au néolithique moyen, en trichromie avec des motifs plus complexes soulignés par une bande noire.
Les décors et leurs techniques de réalisation permettent de définir plusieurs styles régionaux, par exemple le style de Kronio, qui est attesté dans la région d'Agrigente, et dans le centre-sud jusqu'à Bruca (it), dans le sud-est de l'île.
Une céramique présentant les mêmes caractéristiques que la céramique de Stentinello existe à Malte. Elle est représentative de la phase préhistorique maltaise de Għar Dalam (5200 – 4500 av. J.-C.).

### Outillage en roche taillée
L'outillage en roche taillée est dominé par les lames réalisées en silex des monts Hybléens et en obsidienne de Lipari, les deux zones de gisements les plus recherchées.
Le gisement de silex des monts Hybléens est exploité pour le débitage de lames par pression debout et par pression au levier, que l'on retrouve jusque sur l'île de Lipari, mais aussi en Calabre et probablement également jusqu'à Malte.
L'obsidienne de Lipari est exploitée au moins dès cette période, comme en témoigne le site de Castellaro Vecchio découvert dans la partie nord-ouest de cette île. Les lames en obsidienne ont probablement été réalisées par pression à la béquille d'épaule. L'obsidienne est présente surtout en Sicile et en Calabre. Dans ces régions, elle constitue souvent la majorité des éléments en roche taillée,,. Elle parvient jusqu'au nord de la péninsule italienne et à l'est de la mer Adriatique,,. Elle a notamment circulé sous la forme de blocs partiellement mis en forme. L'obsidienne de l'île de Pantelleria atteint également le sud et l'ouest de la Sicile durant cette période.
Ces éléments sont utilisés sous forme de segments plus ou moins longs destinés à être emmanchés pour servir à différents usages. L'usure de certains indique leur emploi comme faucille,.

### Productions artistiques
Les statuettes en terre cuite représentant des animaux sont assez fréquentes.